# Li Muhao
Li Muhao (李慕豪S, Li MùháoP; Guiyang, 2 giugno 1992) è un cestista cinese.

## Carriera
Con la Cina ha disputato i Giochi olimpici di Rio de Janeiro 2016 e due edizioni dei Campionati asiatici (2015, 2017).